# Darantasia pardalina
Darantasia pardalina är en fjärilsart som beskrevs av Felder 1875. Darantasia pardalina ingår i släktet Darantasia och familjen björnspinnare. Inga underarter finns listade i Catalogue of Life.